# Kampfgeschwader 257
257-ма бомбардувальна ескадра «Ловенгешвадер» (нім. Kampfgeschwader 257 «Löwengeschwader» (KG 257) — бомбардувальна ескадра Люфтваффе, що існувала у складі повітряних сил вермахту напередодні Другої світової війни. 1 травня 1939 року її перейменували на 26-ту бомбардувальну ескадру «Ловенгешвадер» (KG 26).

## Історія
257-ма бомбардувальна ескадра веде свою історію від формування 1 квітня 1938 року штабу ескадри. Авіаційні групи були розгорнути на рік раніше: I. група — на авіабазі у Цербсті. II. — в Люнебурзі і III. група на аеродромі у Ганновері-Лангенгагені. III. група існувала недовго і вже 1 жовтня 1937 року її передали на формування IV./KG 152. 1 травня 1939 року за новою схемою найменування Люфтваффе ескадра, за винятком II авіагрупи, отримала позначення Kampfgeschwader 26. II./KG 257 була передана на формування III./KG 77. Ескадра була оснащена Heinkel He 111.

## Командування

### Командири
- оберст Вольфрам фон Ріхтгофен (1 квітня — 31 жовтня 1938);
- оберст Ганс Зібург (1 листопада 1938 — 1 травня 1939).

### Командири I./KG 257
- оберст Гергард Конрад (1 квітня 1937 — 31 березня 1939);
- майор Вальтер Лобель (1 квітня — 1 травня 1939).

### Командири II./KG 257
- майор Симон (1 квітня 1937 — червень 1938);
- майор фон Буше (червень 1938 — 1 травня 1939).

### Командири III./KG 257
- оберстлейтенант, дипломований інженер Роберт Кнаусс (1 квітня — 1 жовтня 1937).

## Основні райони базування 257-ї бомбардувальної ескадри

### Основні райони базуванняштабуKG 257
| 1 квітня 1938 — 1 травня 1939 | Люнебург |

### Основні райони базування I./KG 257
| 1 березня 1937 — 1937 | Цербст          |
| 1937 — 1 травня 1939  | Любек-Бланкензе |

### Основні райони базування II./KG 257
| 1 квітня 1937 — 1 травня 1939 | Люнебург |

### Основні райони базування III./KG 257
| 1 квітня — 1 жовтня 1937 | Лангенгаген |